# Club Atlético Ferrocarril Oeste (General Alvear)
El Club Atlético Ferrocarril Oeste es un club deportivo de Colonia Alvear Oeste, de la Ciudad de General Alvear, en Mendoza, Argentina. Fue fundado el 1 de septiembre de 1931. Participa en la Liga Alvearense de Fútbol, la Copa Mendoza y participa en el Torneo Regional Federal Amateur de 2024/25.
Su principal clásico es contra Independiente la Marzolina, pero este se encuentra en inactividad desde los años 90. Desde entonces es el único representante del distrito y tiene rivalidades contra equipos de otros distritos como Bowen y Pacífico.
Actualmente (2024) tiene 10 títulos

## Historia

### Fundación
La fundación fue en la casa de José Cagliero, creándose el equipo del distrito de Alvear Oeste y conformando la primera comisión directiva. Se consensuó el nuevo nombre en homenaje a la estación central del Ferrocarril del Oeste, en el departamento, y adoptando sus colores verde y blanco.
La primera comisión directiva estuvo presidida por Enrique Tamborini; como vicepresidente, Pedro Castel; secretario, Julio Camiletti; prosecretario, Agustín Tripe; tesorero, Juan Romuzzi; protesorero, Antonio Cortez; vocales, Pedro Ferreyra, Didimo Vega y Luis Redona; revisores de cuenta, León Silverman, Virgilio Galarce, Isaac Muchenick, Hortensio Aspez y Pedro Pawlow.

### Comienzos
Los primeros dos títulos de la liga alvearense llegaron juntos primero en 1948 y luego 1949. Con el crecimiento de la Liga se volvió más competitiva y su tercer título tardó 15 años en llegar.

### Últimos años
En 2012 Ferro era campeón de una copa de la Liga Alvearense que lo llevaba a jugar el Torneo del Interior 2013. En dicho torneo compartió grupo con Andes, San Martín de Monte Coman y Pilares de San Rafael del Cúa.  
En 2016, era unos de los tres equipos que representaba a General Alvear en el Torneo Federal C. Lograba avanzar la fase de grupos ante El Fuerte y San Carlos siendo primero, luego eliminaba a San Martín de Monte Coman por penales. Así llegaba un encuentro histórico para el fútbol alvearense, Ferro y Andes mano a mano por octavos de final; el verde se impuso una serie 2 a 1 en el global. Luego jugaría contra Rodeo del Medio y caería de local en la ida, mientras que la vuelta perdía 3 a 2, finalizando su participación.  
En 2017 volvía a coronarse campeón luego de 12 años con sequía de títulos y lograba la clasificación al Torneo Federal C de 2018. En dicho torneo tendría una excelente campaña, logrando llegar semifinales, donde fue derrotado por penales ante Rincón del Atuel.
En 2021 se clasificó para el Torneo Regional Federal Amateur como el campeón de la Liga Alvearense. En este Regional, el verde superó el grupo como primero dejando a Pacífico en fase de grupos. Llegó a octavos y fue derrotado por Gutiérrez.

## Escudo
La primera aparición de un escudo en una camiseta fue en el equipo de 1954. Posteriormente el escudo tomó una nueva estructura que se mantiene hasta la actualidad. Históricamente, para diferenciarse de Ferro Carril Oeste, su escudo siempre fue escrito con letra imprenta y no con letra gótica como el equipo bonaerense. Durante la segunda década de los 2000, con la aparición de las redes sociales, la falta de digitalización el club adopto un modelo similar al equipo de Buenos Aires hasta 2016. 
Para su último cambio de identidad se buscó diferenciarse del escudo de Ferro Carril Oeste de Buenos Aires donde se agregó la letra "A" en representación de la palabra "Atlético", nuevo marco en la zona inferior y una nueva disposición de las letras. 
| Primeras Identidades | Escudo de 1954        | Escudo de 1980          |
| -------------------- | --------------------- | ----------------------- |
|                      |                       |                         |
| Escudo de 2000       | Escudo de 2010 - 2015 | Escudo de 2016 - Actual |
|                      |                       |                         |

## Instalaciones
Su cancha principal se ubica en su sede en calle Marzolina 200, Colonia Alvear Oeste. En la sede también cuenta con su gimnasio, un salón y cancha de bochas. La institución posee su microestadio, Juan Manzano Castilla, donde se disputan torneos y partidos de básquet y vóley.
Además, posee un predio para categorías formativas, llamado "Mario Perón",  con canchas auxiliares y sala de kinesiología.

## Afición
Ferro cuenta con más de 500 socios activos. A la hinchada se le conoce como La banda del verde.

## Datos del club
- Segunda Categoría:

1985/86 Torneo Regional
- Cuarta Categoría:

2021 Torneo Regional Federal Amateur
- Quinta Categoría:

2012/13 Torneo del Interior
2015 Torneo Federal C
2016 Torneo Federal C
2018 Torneo Federal C

## Estadísticas

### Mayores goleadas
- Ferro (5)-Union San Luis (1) Liga Alvearense de Fútbol Fecha 13 (2024)
- Ferro (5)-Real del Padre (1) Liga Alvearense de Fútbol Fecha 10 (2024)
- Ferro (5) - San Carlos (0) Torneo Federal C 2016[9]
- Ferro (5) - Tunuyan (0) Torneo Federal C 2018[10]
- Ferro (4) - Atl. Junín (1) Torneo Regional 1985/86[11]

### Peores goleadas
- San Martin (M) (5) - Ferro (1) Torneo Regional 1985/86[11]
- San Martin (MC) (3) - Ferro (0) Torneo del Interior 2013

## Palmarés
- Liga Alvearense de Fútbol (10): 1948, 1949, 1964, 1985, 2005, 2012, 2017, 2019, 2021, 2024.[12]